# Kasyno w Murcji

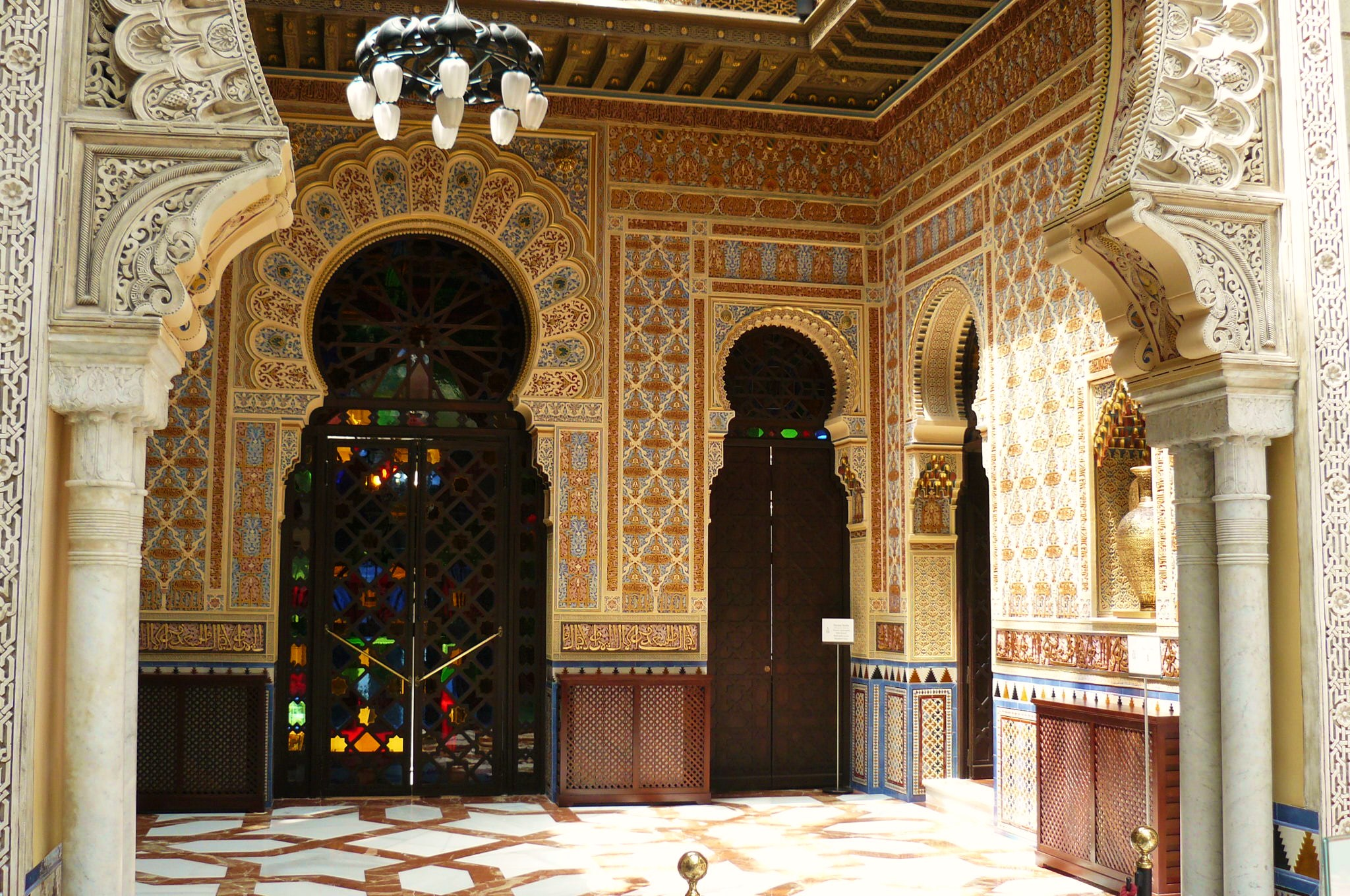
Salon wejściowy

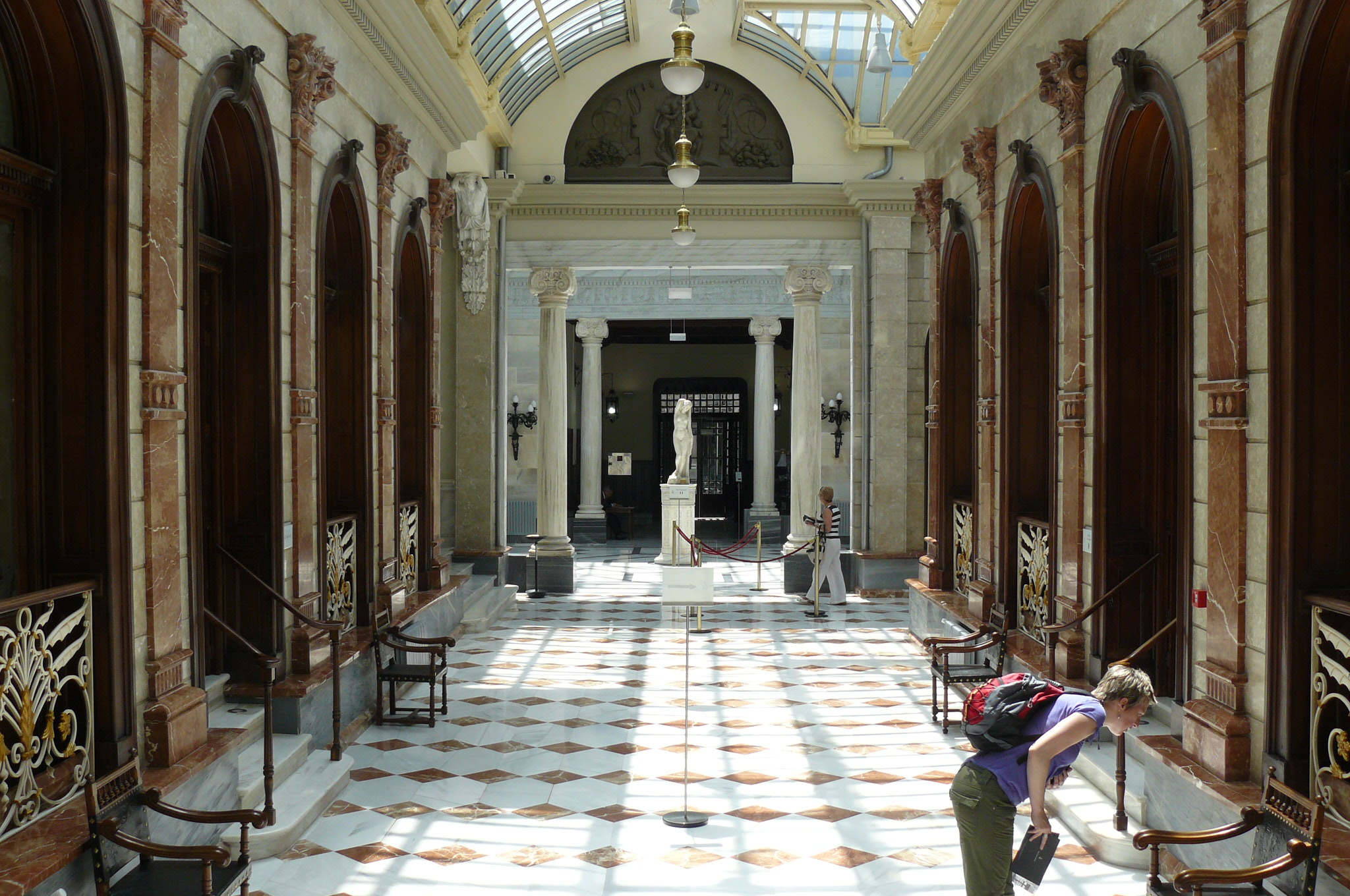
Hol - Galería Central

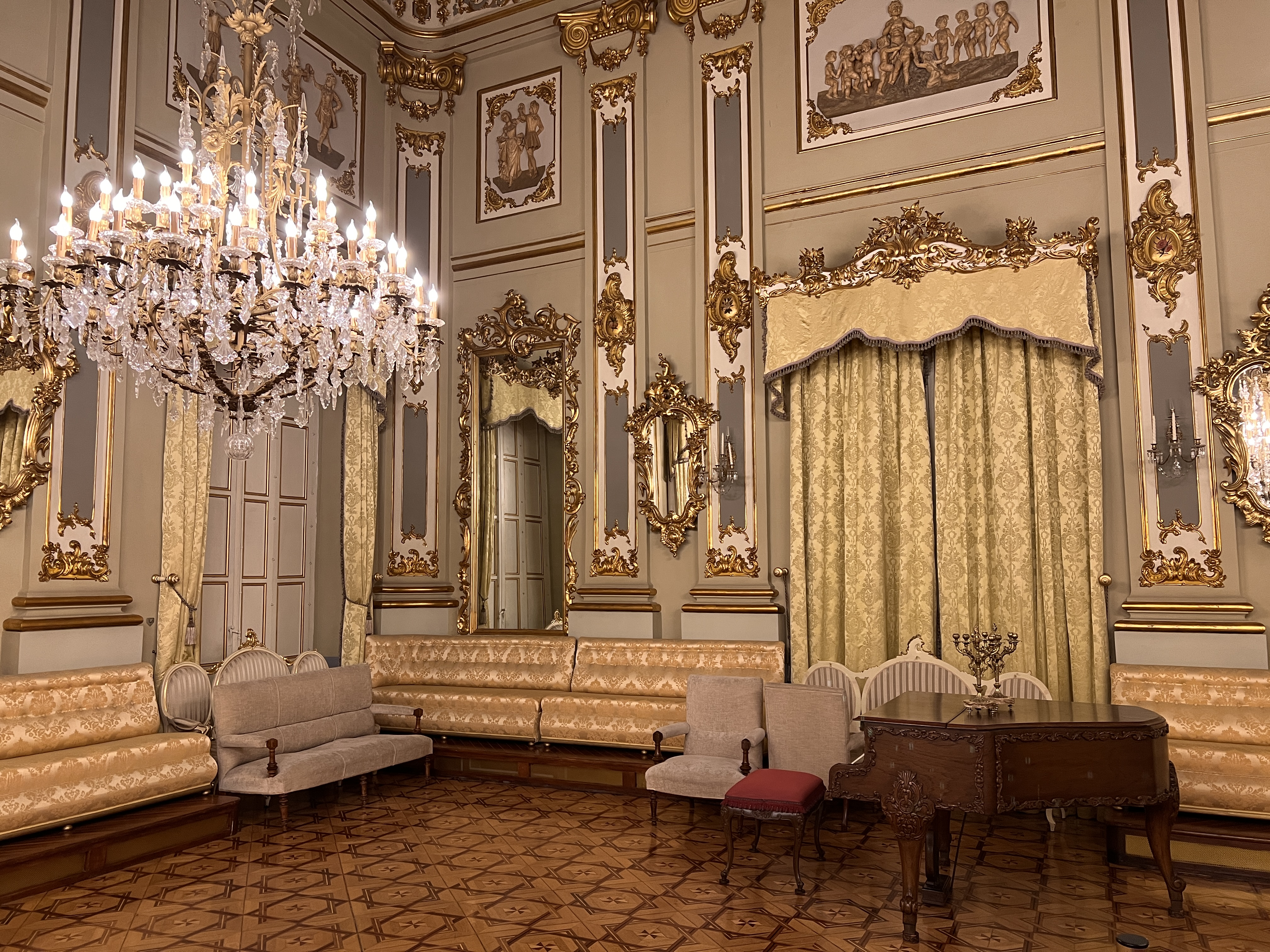
Salón de Baile

Kasyno w Murcji (hiszp. Real Casino de Murcia) – zabytkowy, wielostylowy, eklektyczny budynek dawnego klubu dla elit miejskich w Murcji, zlokalizowany w ścisłym centrum miasta, przy Calle Trapería 18 (niedaleko zabytkowej katedry). 

## Historia
Budynek oddano do użytku 11 czerwca 1847, a w 1902 nadano mu obecny, pełen przepychu kształt. Łączy w sobie różne tendencje architektoniczne, począwszy od stylu mudejar, poprzez nawiązania do baroku, aż po rozwiązania klasyczne. Nagromadzenie niektórych detali w części pomieszczeń jest bardzo znaczne, sprawia wrażenie horror vacui. Inne pokoje i sale epatują natomiast klasycznym spokojem i stabilnością. 
Całość Kasyna została wyremontowana w latach 2006-2009 i udostępniona turystom. Wstęp jest płatny. 

## Wnętrza
Najważniejsze pomieszczenia w Kasynie to:
- Galería Central - długi, przeszklony od góry hol, spinający całość założenia,
- Biblioteca Inglesa (Biblioteka Angielska) z misternie odlanymi z żeliwa półkami, klatką schodową i wspornikami w kształcie flamingów,
- Congresillo - pokój spotkań,
- Salón de Baile (neobarokowy salon taneczny),
- Antesala z obrazami Sáncheza Picazo i Gila Montijano,
- Tocador de Señoras (Pokój dla Dam),
- Salón de Armas - pomieszczenie służące do toalety dla kobiet,
- Salón de Té (Pokój herbaciany), pełniący rolę herbaciarni i kawiarni,
- La Exedra - rodzaj westybulu, z którego można było ogarnąć wzrokiem znaczącą część Kasyna - znajduje się tu XIX-wieczna replika Damy z Elche,
- Patio Pompeyano (Patio pompejańskie) - klasyczna izba ozdobiona rzeźbami (m.in. Venus José Planesa i Mujer Antonio Campillo),
- Patio Azul y Sala de Billar (Niebieskie Patio) - przestrzeń częściowo przearanżowana w latach 2006–2009 pod potrzeby prestiżowych spotkań,
- Sala Alta (Sala Wysoka) - używana na różnego rodzaju wystawy i prezentacje artystyczne.